# Margherita vuole il regno
Margherita vuole il regno è un libro di Franco Scaglia pubblicato da Baldini & Castoldi nel 2000 e vincitore nello stesso anno del Premio Selezione Campiello.
Il romanzo ricostruisce fantasiosamente i retroscena dell'attentato a re Umberto I, immaginando la complicità di Giosuè Carducci e di Margherita di Savoia: la regina sogna, eliminato Umberto, di governare lei l’Italia, come reggente.